# Апостольский викариат Паксе

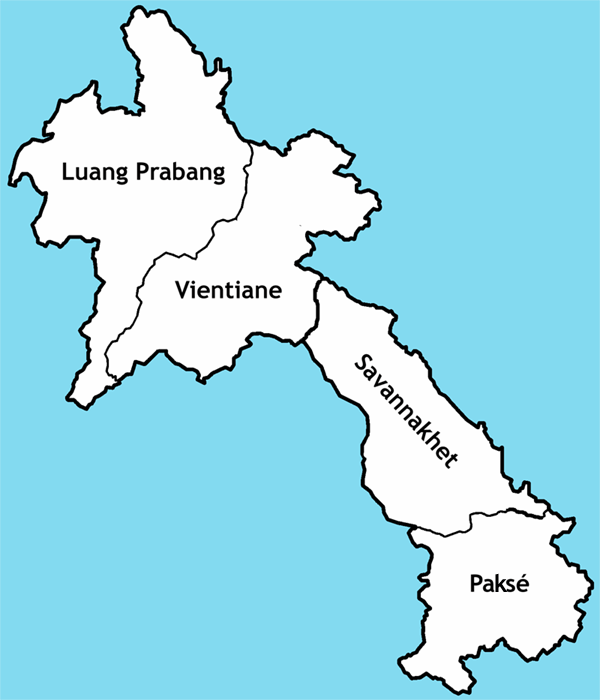
Карта расположения Апостольских викариатов в Лаосе

Апостольский викариат Паксе (лат.  Apostolicus Vicariatus Paksensis) — территориально — административная единица Римско-Католической Церкви, приравненная к епархии, с центром в городе Паксе, Лаос. Апостольский викариат занимает провинции Лаоса Тямпасак, Сараван, Секонг, Аттапу.

## История
12 июня 1967 года Святой Престол учредил Апостольский викариат Паксе, выделив его из апостольского викариата Саваннакхета.

## Ординарии
- епископ Jean-Pierre Urkia (12.06.1967 — 10.07.1975);
- епископ Thomas Khamphan (10.07.1975 — 30.10.2000);
- кардинал Луи-Мари Линг Мангкханекхоун (30.10.2000 — 16.12.2017);
  - Sede vacante (2017-2022);
- епископ Andrew Souksavath Nouane Asa (31.05.2022 — по настоящее время)[1].

## Источник
- Annuario Pontificio, Libreria Editrice Vaticana, Città del Vaticano, 2003, ISBN 88-209-7422-3